# Boinvilliers
Boinvilliers település Franciaországban, Yvelines megyében. Lakosainak száma 246 fő (2022. január 1.). Boinvilliers Courgent, Dammartin-en-Serve, Flacourt, Montchauvet, Rosay, Septeuil, Vert és Villette községekkel határos.

## Népesség
A település népességének változása:
| Lakosok száma | 271  | 294  | 293  | 291  | 277  | 264  | 250  | 245  | 246  |
|               | 2013 | 2015 | 2016 | 2017 | 2018 | 2019 | 2020 | 2021 | 2022 |